# Robert Torrens (nationalekonom)
Robert Torrens, född 1780 i Derry, död den 27 maj 1864 i London, var en irländsk nationalekonom. 

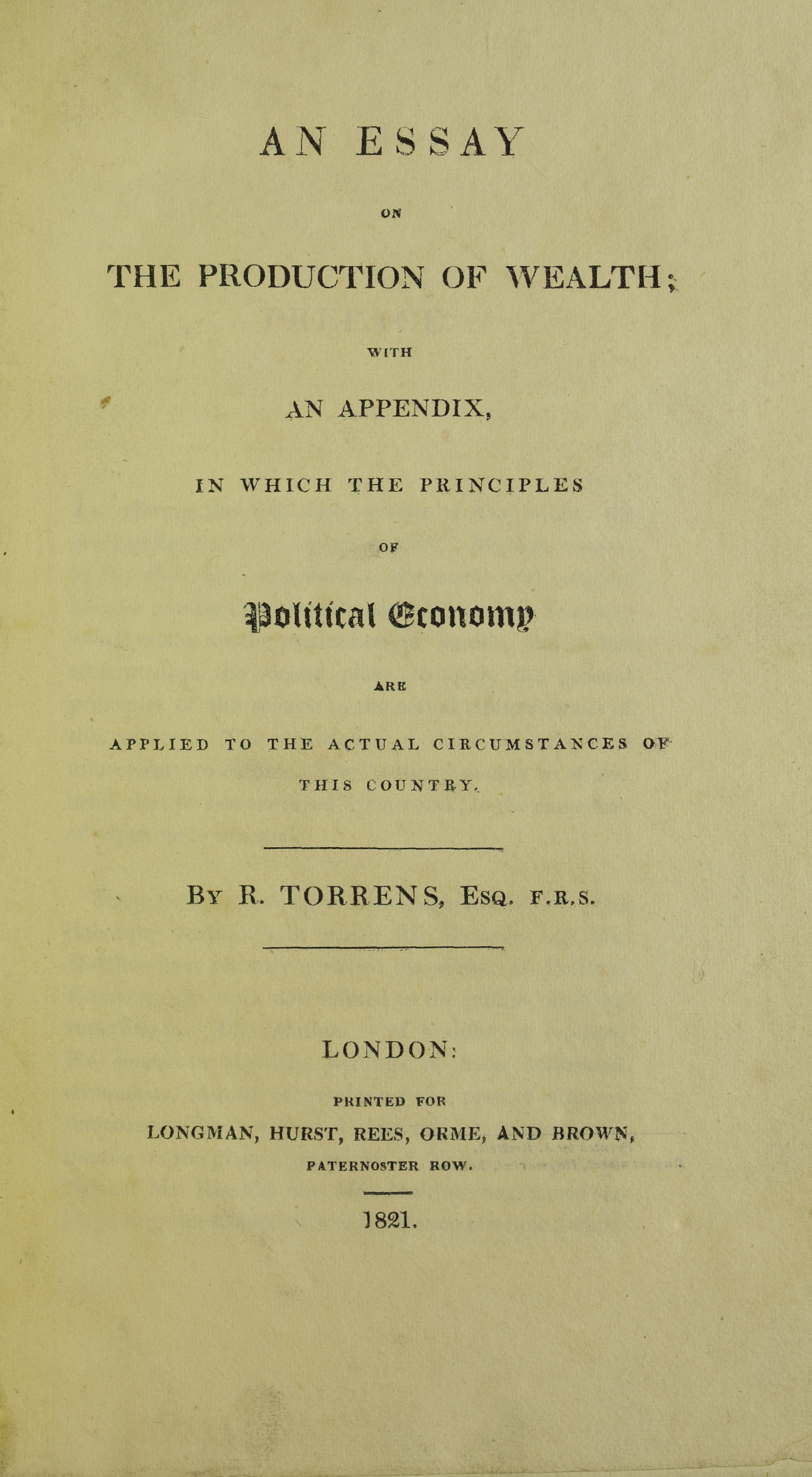
Essay on the production of wealth, 1821

Torrens var 1821 en av de 19 grundarna (däribland även Malthus, Ricardo, J.S. Mill och Tooke) av Political Economy Club i London, förebilden för alla senare ekonomiskt vetenskapliga föreningar. Han var en ivrig förkämpe för Peels bankakt av 1844 och arbetade starkt för upphävandet av de engelska spannmålstullarna. Av hans skrifter kan nämnas An Essay on the external corn trade (1815), som bidrog till att bereda jordmånen för den 1839 stiftade Anti-Corn-Law-League.